# Lega dei Comunisti di Serbia
La Lega dei Comunisti di Serbia (in serbo: Савез Комуниста Србије, СКС, Savez Komunista Srbije, SKS) è stato un partito politico serbo, l'organizzazione interna alla Lega dei Comunisti di Jugoslavia addetta al territorio della Repubblica Socialista di Serbia.
Nato inizialmente col nome di Partito Comunista di Serbia, nel 1952 adottò il nuovo nome. Con l'entrata in vigore della nuova costituzione jugoslava adottata nel 1974 si crearono altre due sottofiliali ad esso per il Kosovo e per la Vojvodina.
Ciò però rafforzò la corrente nazionalista al suo interno guidata da Slobodan Milošević che, dopo il X Congresso nel 1986, porterà alla Rivoluzione Antiburocratica, grazie alla quale Milošević toglierà di mezzo tutta l'opposizione, mettendo al suo posto uomini di fiducia.
Poco dopo, seguendo l'esempio degli altri partiti comunisti e anche perché il SK jugoslavo era già sciolto, si è riformato fondendosi con la Lega Socialista del Popolo Lavoratore di Serbia nel Partito Socialista di Serbia.

## Capi del partito
- Segretari regionali del PCJ per la Serbia
  - Blagoje Nešković (1941 - 1945)
- Segretari del Comitato Centrale del SKS
  - Blagoje Nešković (1945 - 1948)
  - Petar Stambolić (1948 - marzo 1957)
  - Jovan Veselinov (marzo 1957 - settembre 1966)
  - Dobrivoje Radosavljević (settembre 1966 - febbraio 1968)
  - Petar Stambolić (febbraio 1968 - novembre 1968)
  - Marko Nikezić (novembre 1968 - 26 ottobre 1972)
  - Tihomir Vlaškalić (26 ottobre 1972 - maggio 1982)
- Presidenti della Presidenza del Comitato Centrale del SKS
  - Dušan Čkrebić (maggio 1982-17 maggio 1984)
  - Radiša Gačić (17 maggio 1984-1985)
  - Ivan Stambolić (1985-maggio 1986)
  - Slobodan Milošević (maggio 1986-24 maggio 1989)
  - Bogdan Trifunović (24 maggio 1989-16 luglio 1990)